# Робинсон, Фредерик Кейли
Фредерик Кейли Робинсон (англ. Frederick Cayley Robinson; 18 августа 1862, Брентфорд, Лондон, Великобритания — 4 января 1927, Великобритания) — британский художник, представитель символизма и викторианской сказочной живописи.

## Биография

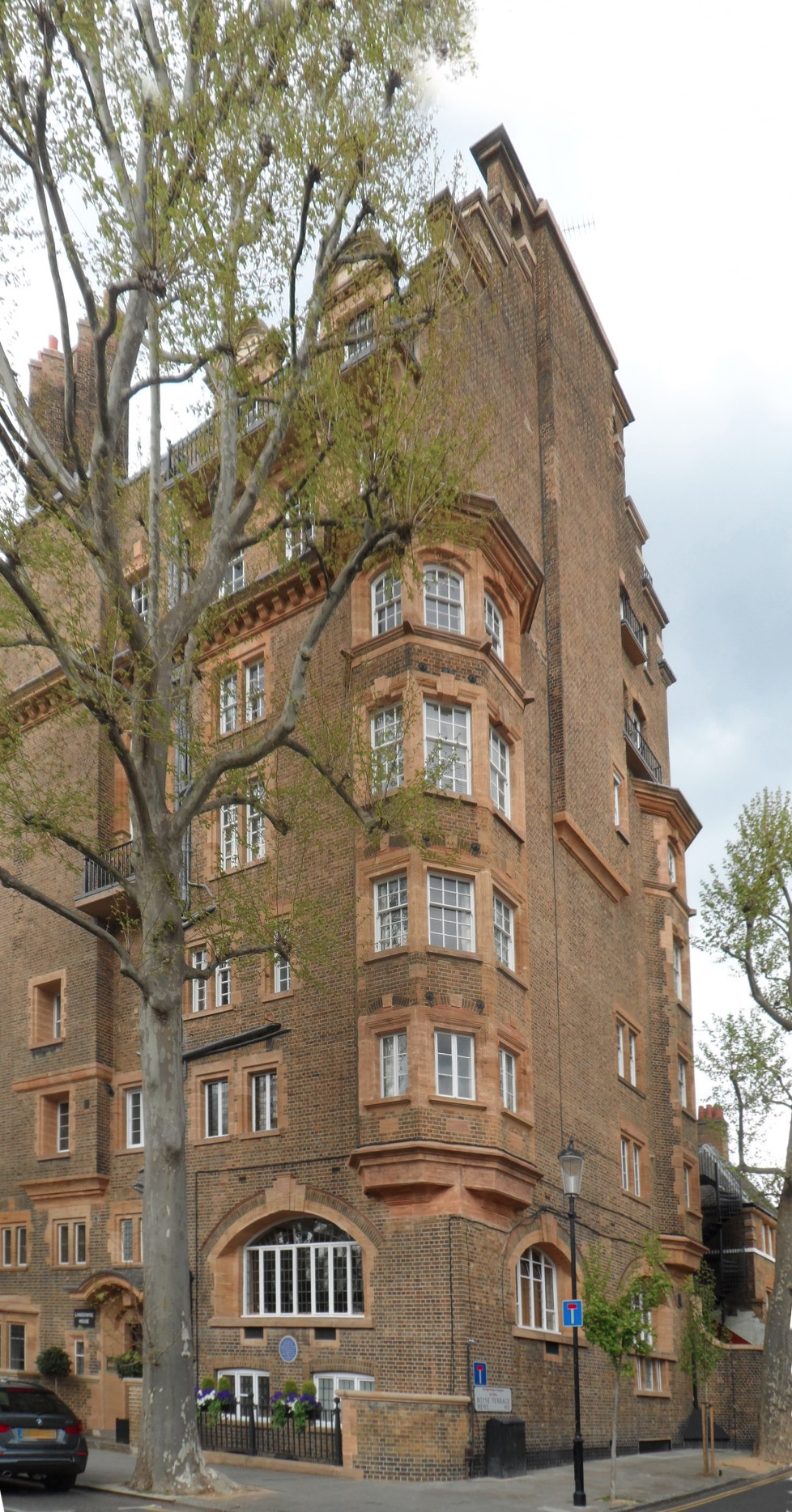
Lansdowne House 80, Hill London

Фредерик Кейли Робинсон родился в городе Брентфорд-на-Темзе в семье биржевого брокера. Он начал свое художественное образование в St John’s Wood Academy, которая располагалась в Лондоне и была открыта в 1878 году. Там он проходил обучение с 1883 по 1885 год, а затем поступил в школу Королевской академии художеств в 1885 году. Фредерик Кейли Робинсон совершил плавание вокруг побережья Англии, после чего продолжил обучение в течение трех лет в Академии Жюлиана в Париже с 1891 по 1894 годы. Его ранние работы были близки натурализму, но под влиянием Пюви де Шаванна, группы Наби, а также Эдварда Бёрн-Джонса, он стал работать в стиле символистов.
На художника произвели большое впечатление картины Раннего Возрождения. Большая часть раннего творчества Кейли Робинсона прошла за пределами Великобритании. Он жил несколько лет во Флоренции, где изучал творения Джотто, Мантеньи и Микеланджело, практику живописи темперой. После того, как он прожил ещё четыре года в Париже, Фредерик Кейли Робинсон поселился в Корнуолле в 1906 году. Он начал выставлять свои акварели с 1911 года в Королевском обществе акварелистов и продолжал посылать две или три работы на каждую из ежегодных выставок Общества до 1926 года.
В 1914 году Фредерик Кейли Робинсон переехал в Lansdowne House вблизи Холланд-парка, где находился комплекс студий, построенный модным архитектором Эдмундом Дэвисом, где уже к тому времени разместились студии таких известных художников, как Чарльз Риккетс и Чарльз Шеннон. Он прожил там с 1914 года до самой своей смерти. В этом же году он был назначен профессором композиции и декора в Школе искусств Глазго, что требовало его пребывания в Шотландии несколько месяцев каждый год. Исследователи отмечают, что с этого времени в его творчестве появляются сюжеты из кельтской мифологии, а его пейзажи показывают, что он был очарован суровой природой Шотландии. В том же 1914 году (по другим данным — в 1912 году) Кейли Робинсон выиграл конкурс на создание монументальной работы «Прибытие Святого Патрика в Ирландию». Художник выставлял свои работы в это время в Королевской академии, Королевском обществе британских художников, Королевском обществе акварелистов, New English Art Club, Институте изобразительных искусств Глазго и в других престижных галереях. Обычно он подписывал свои работы «CAYLEY ROBINSON» или «CAYLEY / ROBINSON».
В дополнение к станковой живописи Фредерик Кейли Робинсон работал для театра, создавая костюмы и декорации спектаклей, а также в качестве иллюстратора книг и художника-монументалиста. Он трудился над постановкой пьесы Мориса Метерлинка «Синяя птица» в театре Хеймаркет в 1909 году; художник также создал рисунки для иллюстрированного издания «Синей птицы», опубликованного в 1911 году; рисунки к этому изданию экспонировались на особой выставке в Leicester Galleries, прошедшей в Лондоне в том же году.
Фредерик Кейли Робинсон был избран членом Королевского общества акварелистов в 1919 году и ассоциированным членом Королевской академии в 1921 году, художник был также членом New English Art Club. Мемориальная выставка художника проходила в Королевской Академии живописи в 1928 году и Leicester Galleries в 1929 году. Некоторые станковые работы Робинсона оказались в коллекции ирландского художника Сесила Френча (1879—1953). Cecил Френч — художник, гравёр и иллюстратор, отказался от живописи после 1903 года, посвятив себя созданию коллекции произведений художников конца XIX — начала XX века. Он особенно ценил картины Кейли Робинсона.
В 2010 году Лондонская национальная галерея представила на персональной выставке художника в Sunley Room шесть работ Кейли Робинсона, в том числе четырёх панели из Мидлсексской больницы. Выставка проходила с 14 июля по 17 октября и широко освещалась в средствах массовой информации.

## Полиптих «Дела милосердия»
Наиболее известными работами художника являются четыре огромные картины, составляющие полиптих «Дела милосердия». Картины исполнены маслом на холсте, созданы для приёмного покоя Мидлсексской больницы в Лондоне. Заказаны они были художнику в 1910 году (или в 1912 году), а выполнены — между 1915 и 1920 годами. Картины оставались на месте до тех пор, пока больница не была снесена в 2008 году, а картины не были приобретены Wellcome Library в Лондоне.

## Особенности творчества

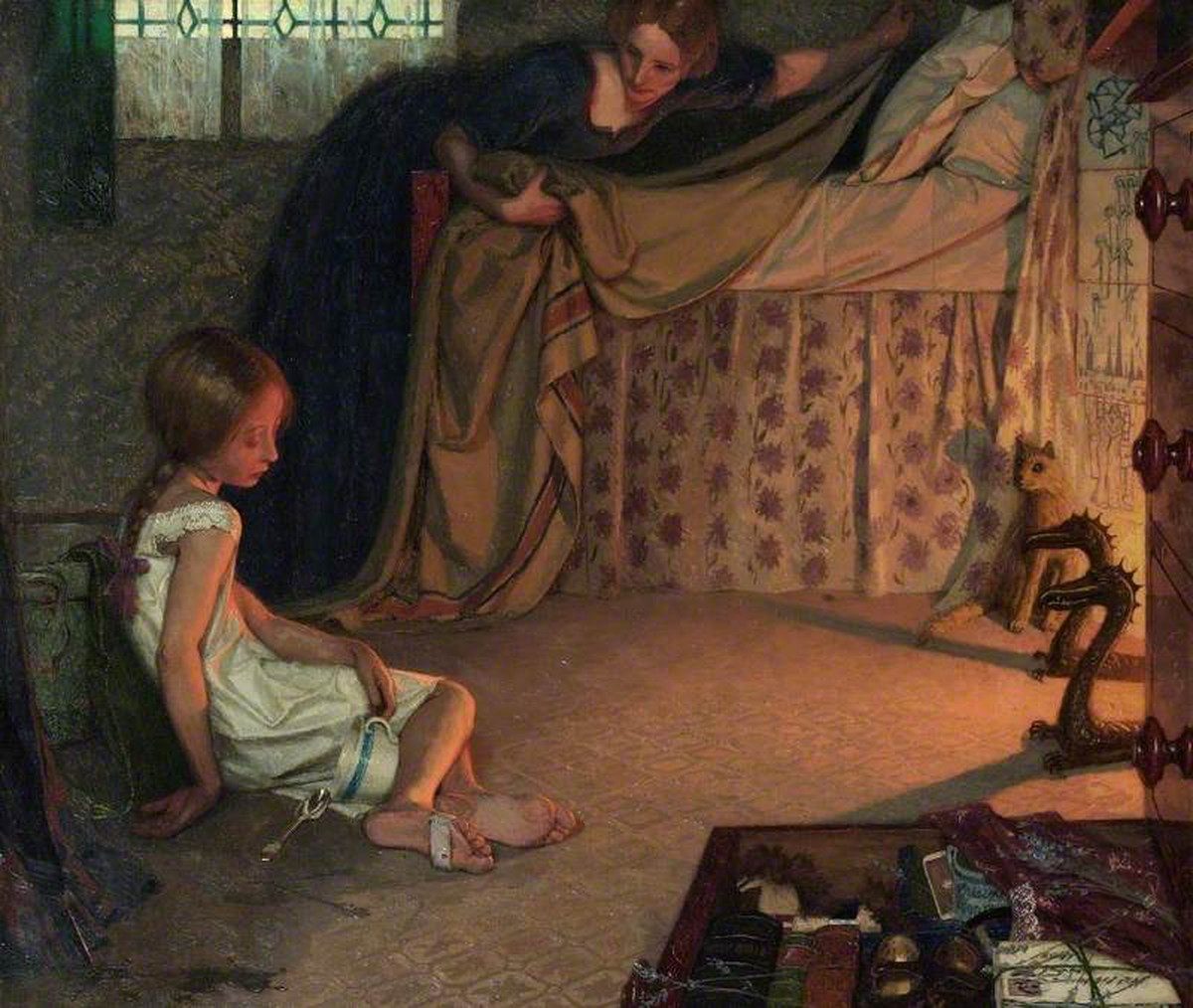
Фредерик Кейли Робинсон. Подкидыш, 1896

Большая часть работ Кейли Робинсона характеризуется чувством покоя и медитативного спокойствия. Среди наиболее распространенных тем в творчестве Фредерика Кейли Робинсона — изображение женщины и девочки в интерьере. Часто освещение исходит как от источника света в самой комнате, так и из окна за её пределами. Как отметила искусствовед Шарлотта Гир: «Заманчиво сравнить интерьеры, которые, возможно, являются его наиболее удачными работами, с его французскими современниками Боннаром и Вюйаром. Внимательное изучение показывает, что атмосфера работ Робинсона имеет мало общего с интимностью, которая вдохновила школу Наби, или с квиетизмом художников школы Котсуолда. Картины Робинсона наполнены почти зловещей атмосферой, и чувствуется, что персонажи в своих душных комнатах замышлялись автором как участники древних мистерий».
Искусствоведы отмечают, что в рамках представлений символизма художник трактовал образы женщин как символы непознаваемой Вселенной. Робинсон пытается решить экзистенциальные, философские вопросы в понятиях современных ему теософских и мистических групп, включая лондонский Art Theosophical Circle, к которому Робинсон принадлежал. Художник также был тесно связан с Морисом Метерлинком и разделял его философские взгляды. Робинсон творчески экспериментировал с формой и цветом для создания настроения. Фигуры женщин, изображённые на его картинах, оставляют зрителя в состоянии беспокойства, он очарован ими, но они кажутся ему недоступными для понимания призраками.
Робинсон был связан с Бирмингемской группой художников, известной своими экспериментами в технике темперы. Он не имел прямого отношения к прерафаэлитам или символистам, однако находился под их сильным влиянием.

## Галерея

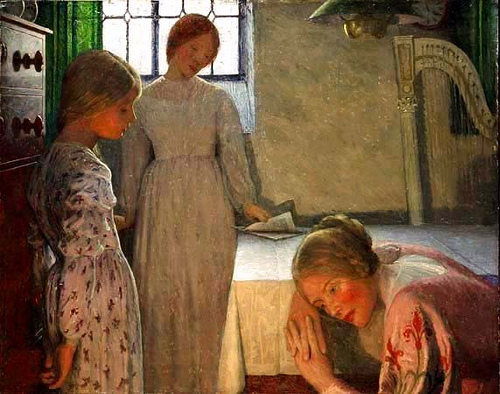
Фредерик Кейли Робинсон. A Winter Evening, 1900
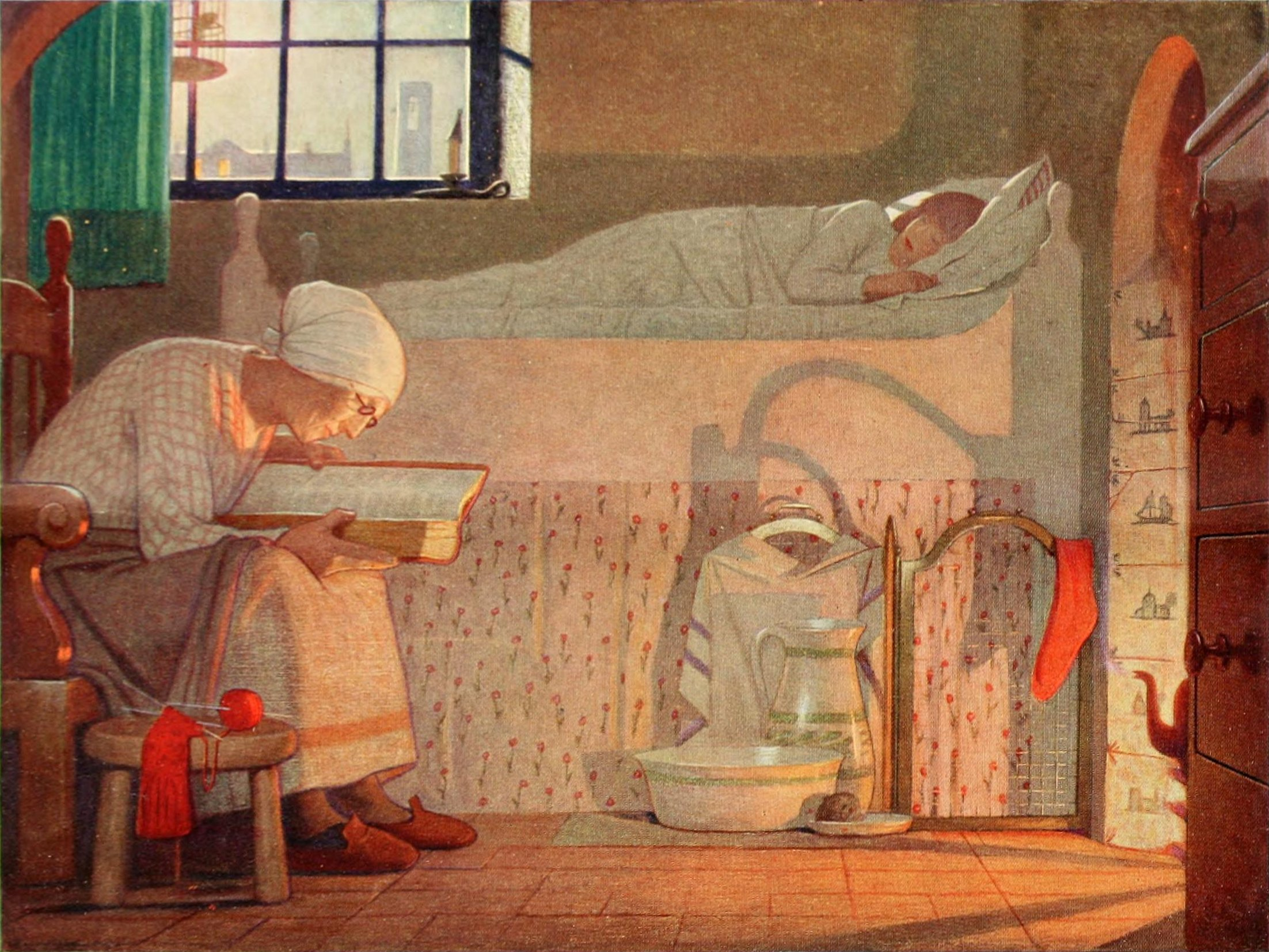
Фредерик Кейли Робинсон. The Word
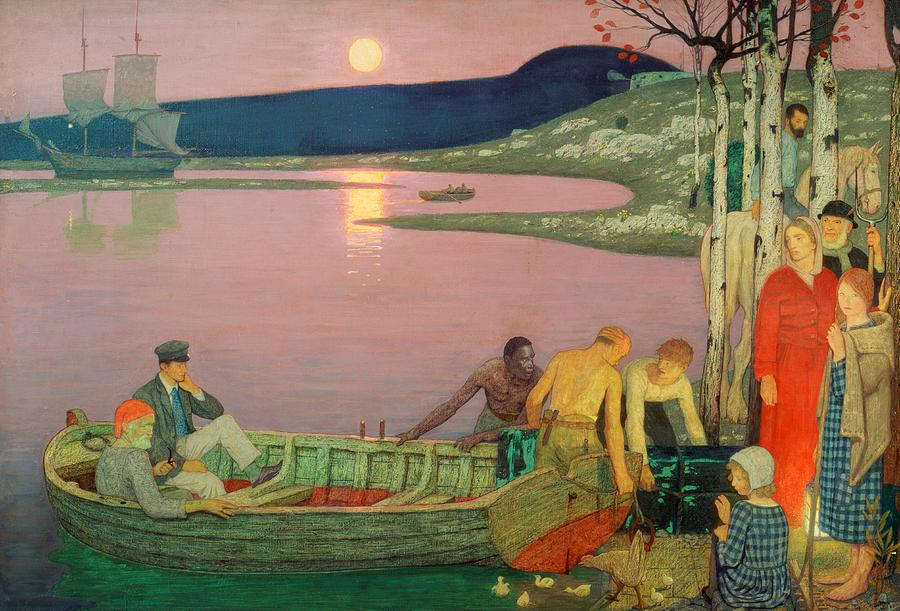
Фредерик Кейли Робинсон. The Call of the Sea, около 1900
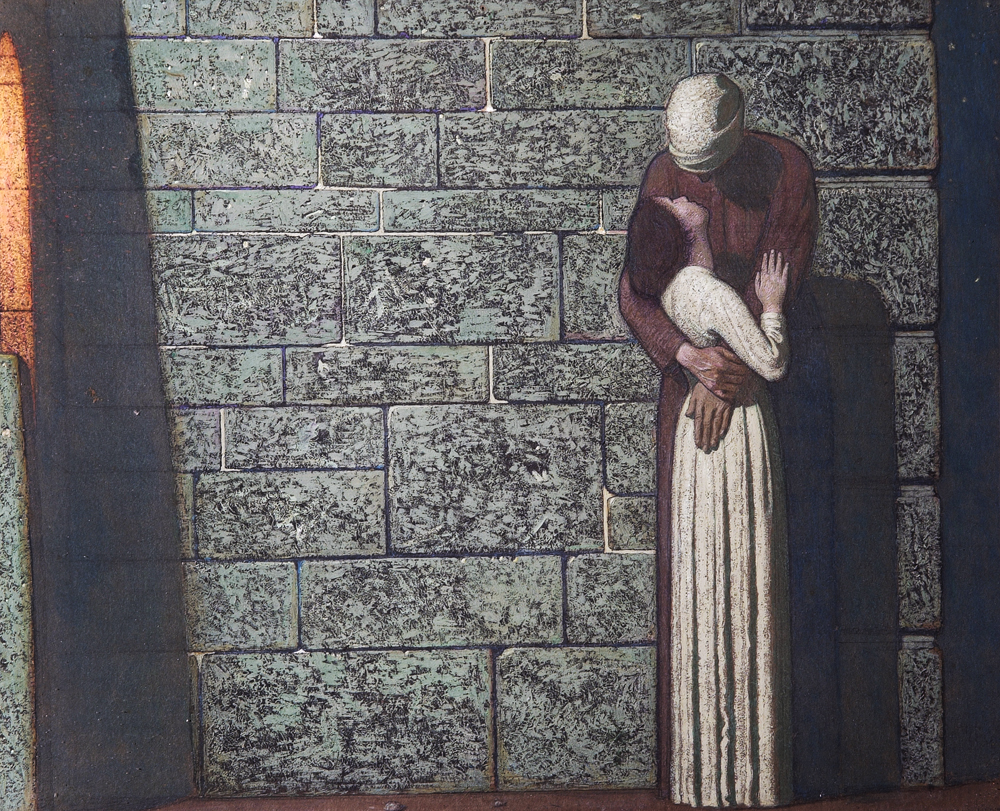
Фредерик Кейли Робинсон. The Farewell, около 1918
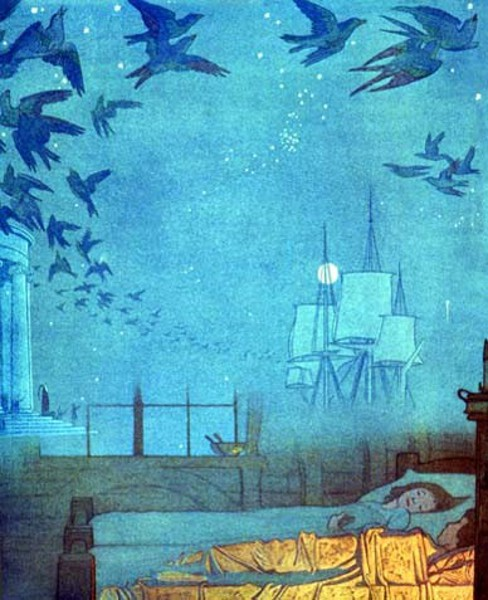
Фредерик Кейли Робинсон. Иллюстрация к «Синей птице» Мориса Метерлинка
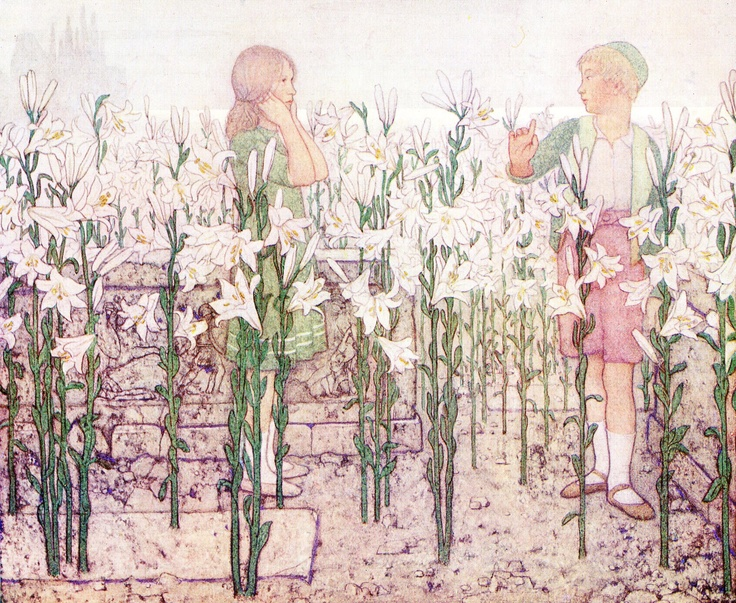
Фредерик Кейли Робинсон. Иллюстрация к «Синей птице» Мориса Метерлинка